# 尾張大国霊神社
尾張大国霊神社（おわりおおくにたまじんじゃ）は、愛知県稲沢市国府宮1丁目1-1にある神社。
近くに尾張国の国衙（国府）があったことから、一般には国府宮神社（こうのみやじんじゃ）または国府宮（こうのみや）と呼ばれる。最寄駅の名鉄名古屋本線国府宮駅は神社の通称に因んでいる。
毎年旧暦1月13日に執り行われる儺追（なおい）神事、通称「国府宮はだか祭」で有名である。「はだか祭り」は、くじによって選出された、「神男」（しんおとこ）に触れると厄が落とされるという言い伝えが今なお残る。

## 祭神
- 尾張大国霊神（おわりおおくにたまのかみ）

祭神の尾張大国霊神は、尾張人の祖先が当地を開拓する中で、自分達を養う土地の霊力を神と崇めたものとされる。開拓の神ということで、大国主命とする説もある。

## 由緒
尾張国府の創始とともに創建され、尾張国の総社とされた。境内別宮の大御霊神社（大歳神之御子。大年神の御子神の大国御魂神のこと）・宗形神社（田心姫命）とともに国府宮三社と称する。延長5年（927年）に編纂された『延喜式神名帳』に掲載された式内社である。
1940年（昭和15年）に国幣小社に列格され、戦後は別表神社となった。

## 建築

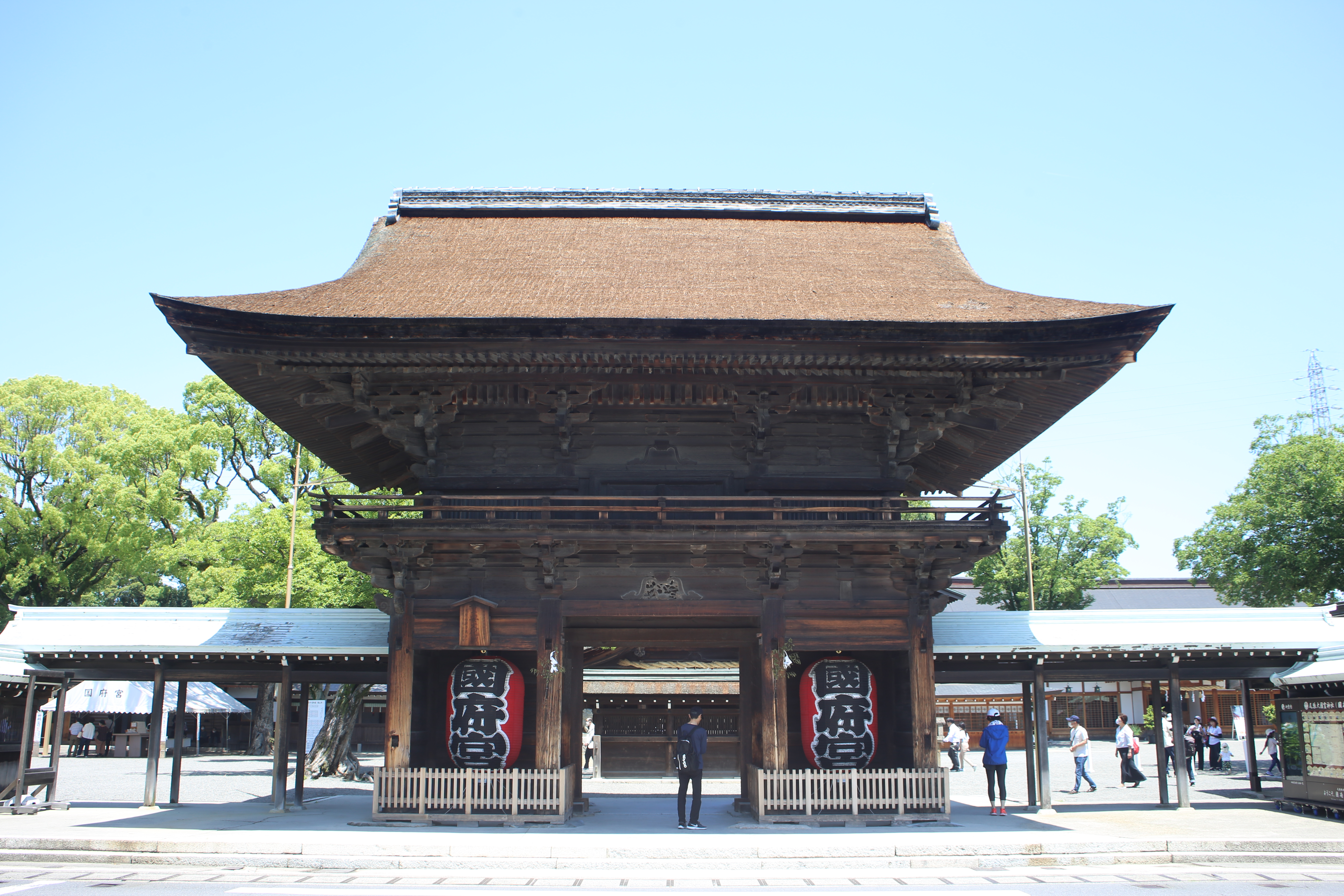
楼門

本社の建築様式は本殿、渡殿、祭文殿、廻廊、拝殿、楼門と並ぶもので「尾張式・尾張造」と称される。また、本殿に接する位置には自然石を5個円形に並べた「磐境（いわくら）」があり、社殿建立以前の原始的な祭祀様式を物語るものとして神聖視されている。
- 拝殿 - 切妻造。重要文化財。
- 渡殿・祭文殿・廻廊 - 拝殿と本殿をつなぐ場所にある。
- 本殿 - 流造。
- 楼門 - 重要文化財。
- 儺追殿（なおいでん） - 国府宮はだか祭の前には身を清めるために神男が三日三晩を過ごす。
- 磐境（いわくら） - 5個の自然石が円形に並んでいる原始的な祭場である。
- 六末社 - 司宮神社（祭神は猿田彦神）、稲荷神社（祭神は倉稲魂命）、三女社（祭神は田心姫命、湍津姫命、市杵島姫命）、白山社（祭神は菊理姫命）、居森社（祭神は素盞鳴命）、神明社（祭神は天照皇大御神）。境内の南東にある。
- 参集所 - 神事や結婚披露宴に用いられる。1989年（平成元年）竣工、2009年（平成21年）改装。
- 三笑亭 - 数寄屋造りの茶室。
- 半床庵 - 数寄屋造りの茶室。
- 庭園
- 参道 - 毎年4月には参道でいなざわ植木まつりが開催される。参道脇には中高記念館がある。

## 祭礼

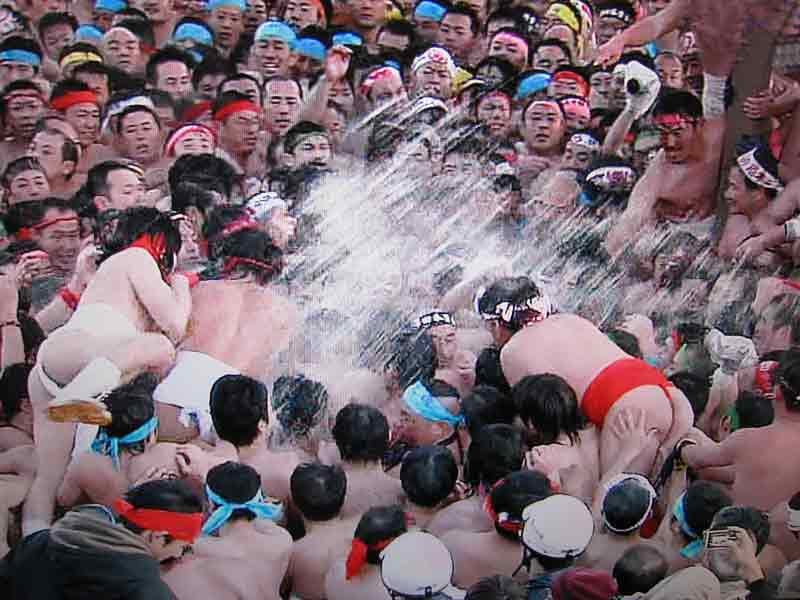
はだか祭り（国府宮の儺追祭）

毎年旧暦1月13日には儺追神事（なおいしんじ、通称「国府宮はだか祭」）が執り行われる。くじによって選出された「神男」（しんおとこ）に触れると厄が落とされるという言い伝えが残る。
古代ギリシアの神事である古代オリンピック競技は裸で行われ、稲沢市の国府宮はだか祭と共通するものがあることなどから、1987年（昭和62年）8月22日には稲沢市とオリンピア市が姉妹都市提携を行った。

## 文化財

### 重要文化財
- 楼門[2]：室町時代初期の建造。1955年（昭和30年）6月22日指定。附:棟札3枚
- 拝殿[3]：江戸時代初期の建築。1955年（昭和30年）6月22日指定。

### 愛知県指定無形民俗文化財
- 国府宮の儺追祭[4]

### 稲沢市指定文化財
- 半床庵（茶室）[5]
- 木造獅子頭[6]
- 木造獅子狛犬
- 陶製狛犬[7]

## ギャラリー

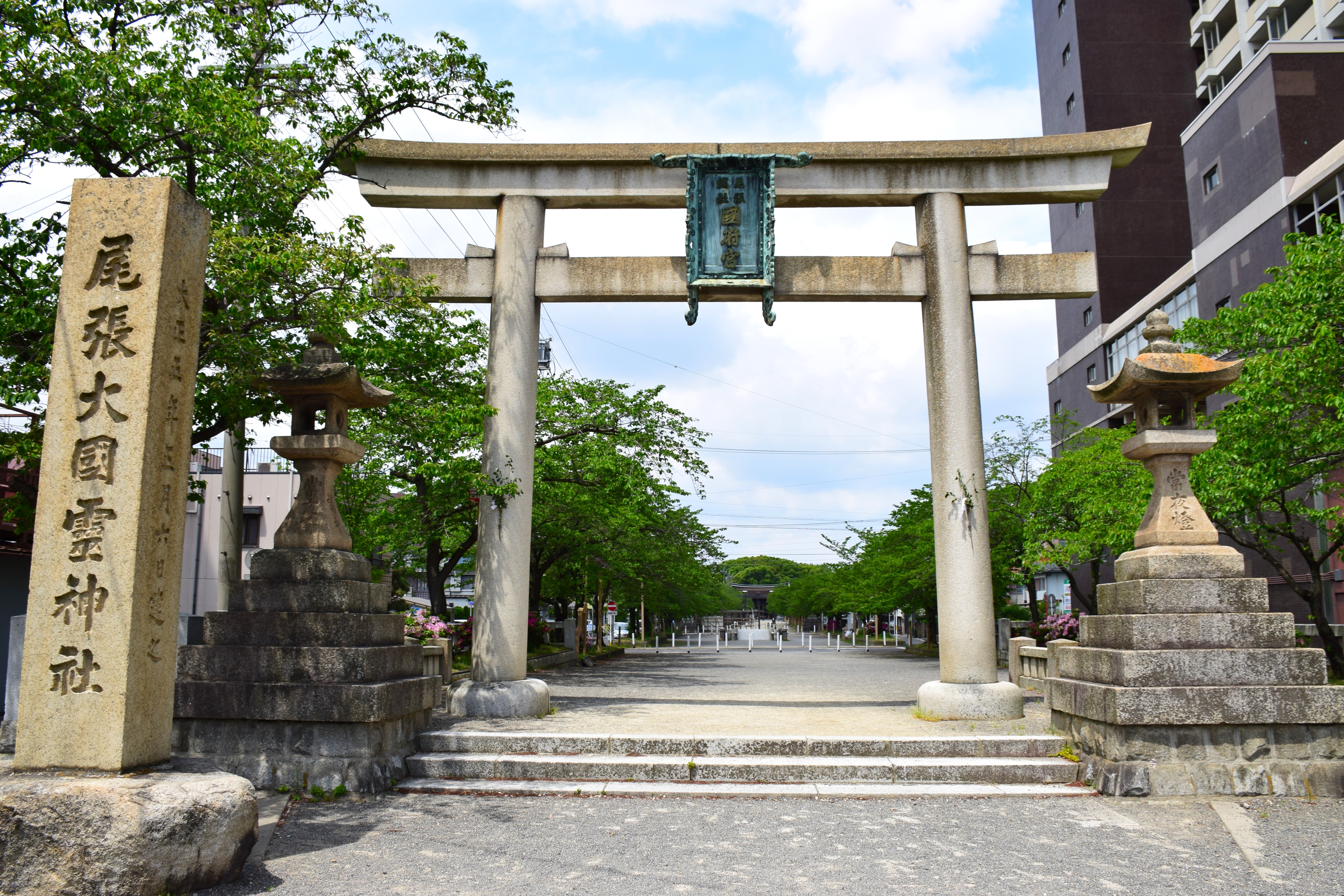
二の鳥居と参道
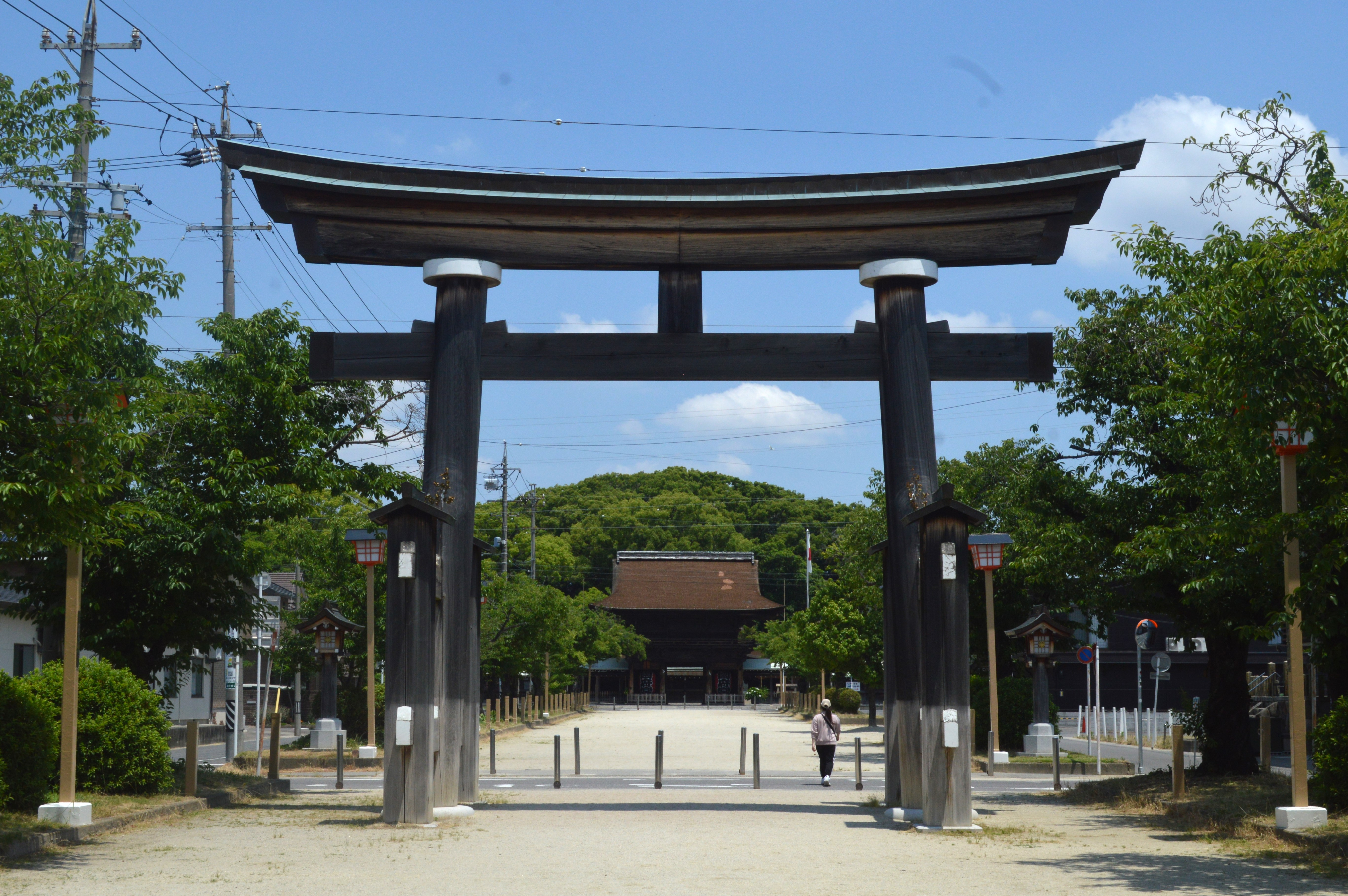
三の鳥居と参道
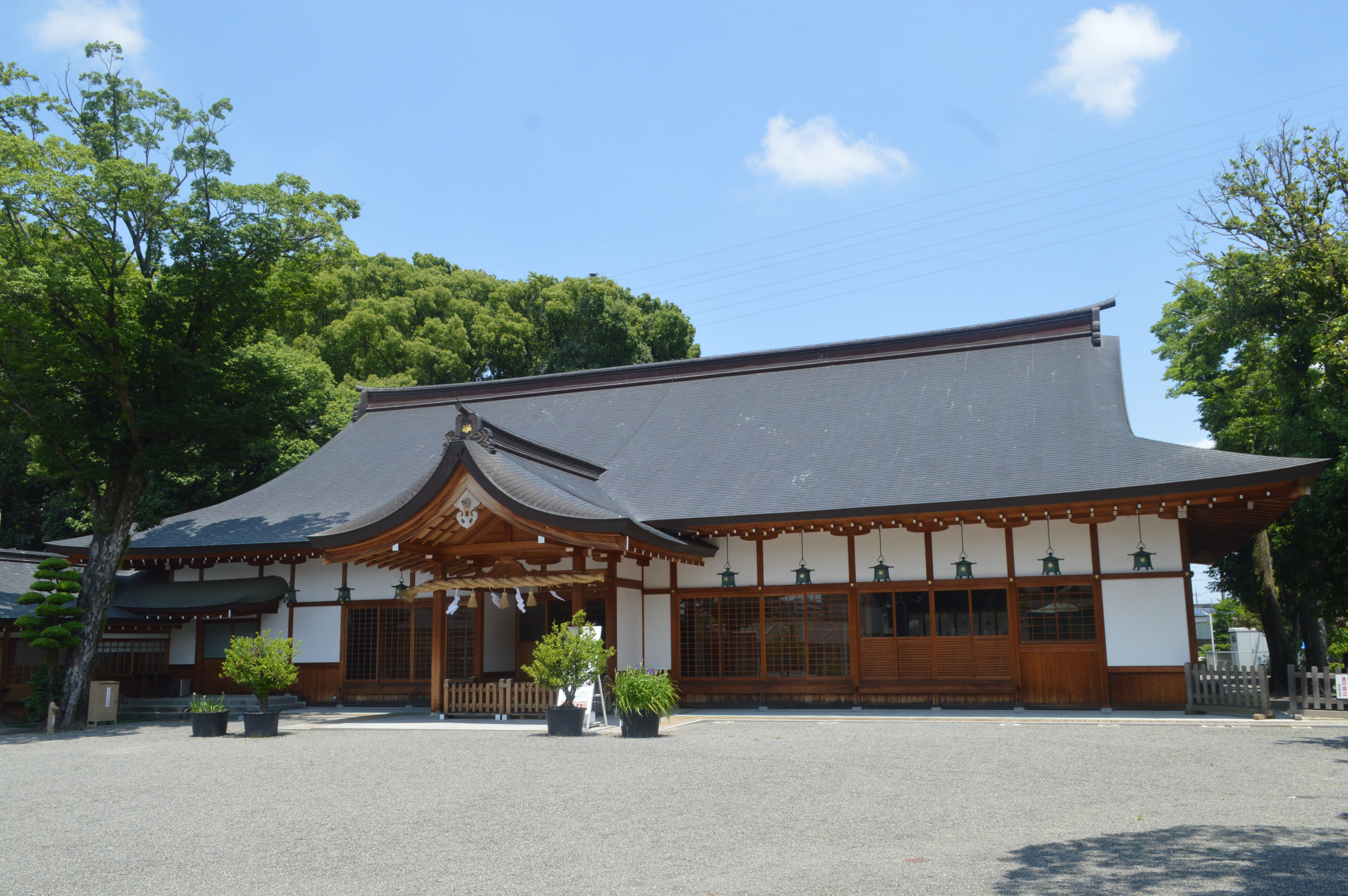
儺追殿
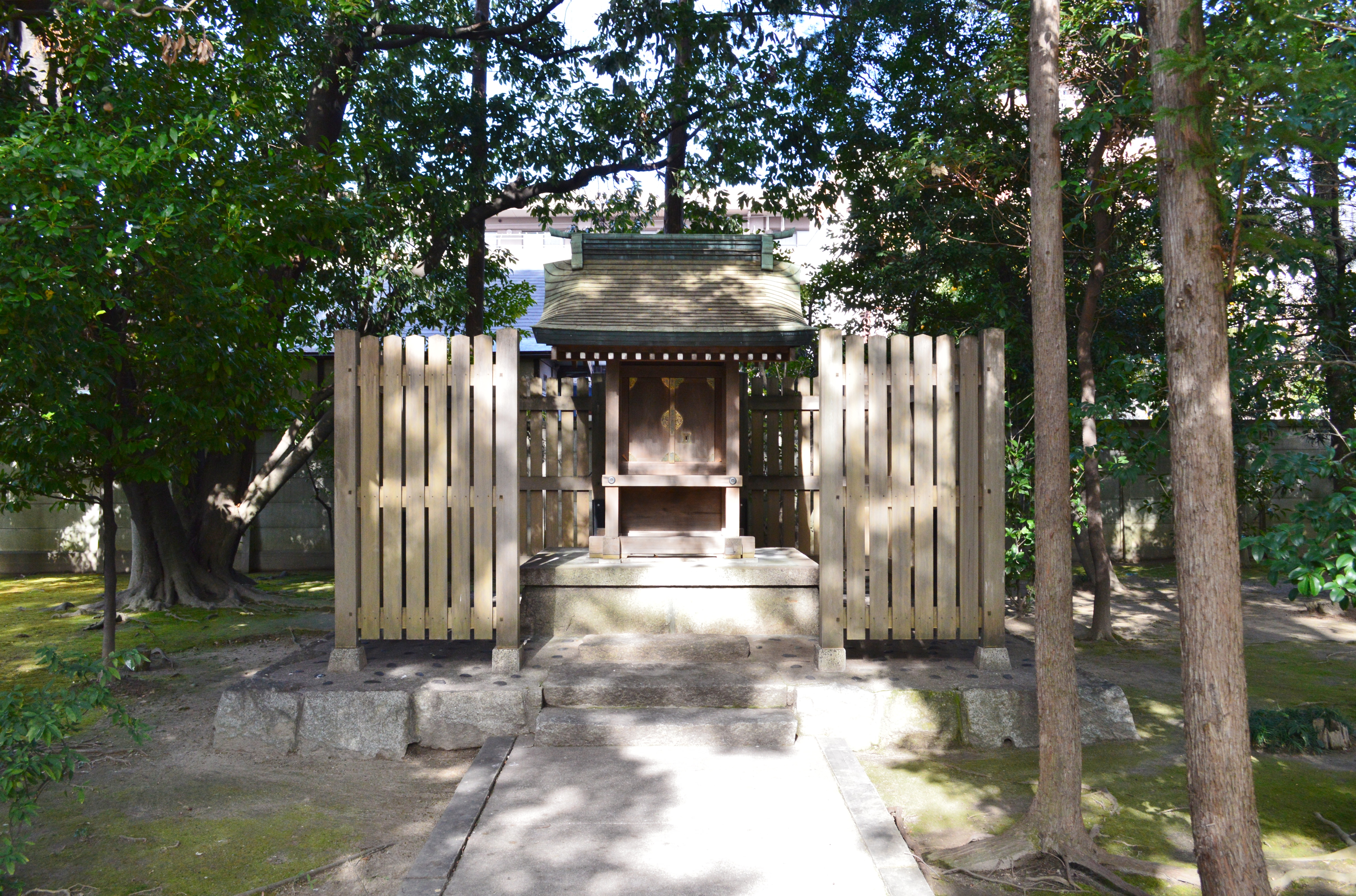
大御霊神社（別宮）
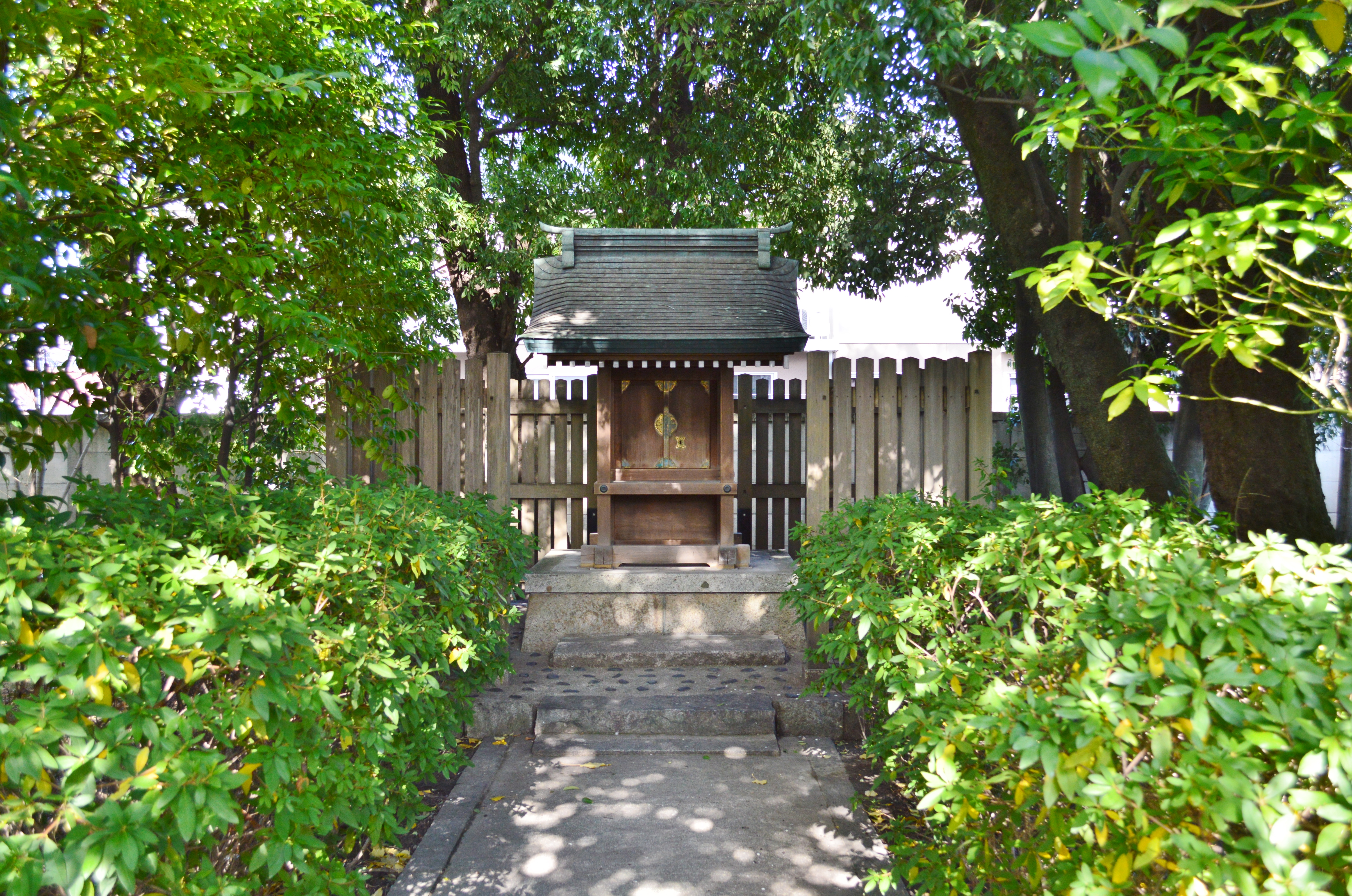
宗形神社（別宮）
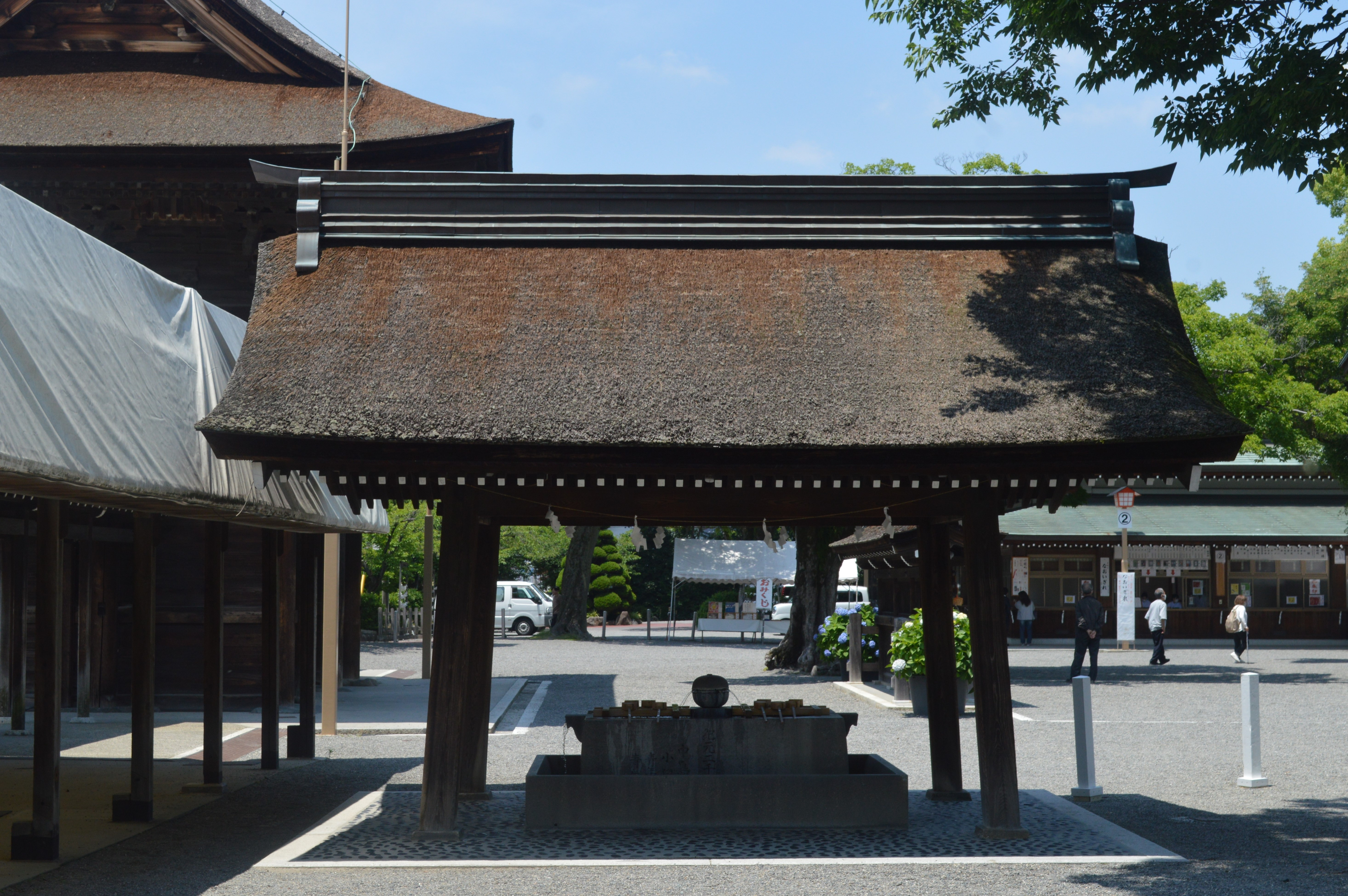
手水舎
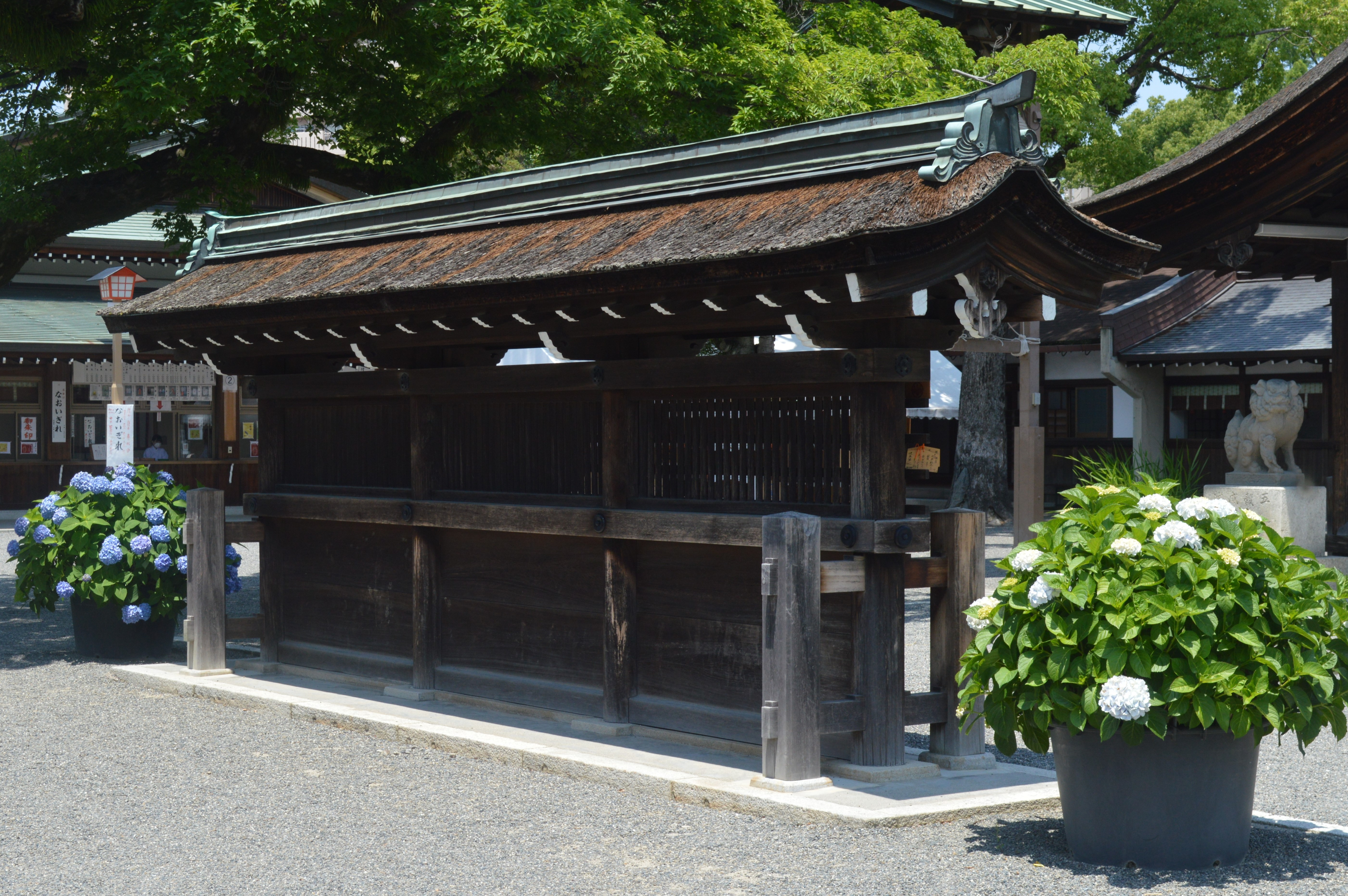
蕃塀
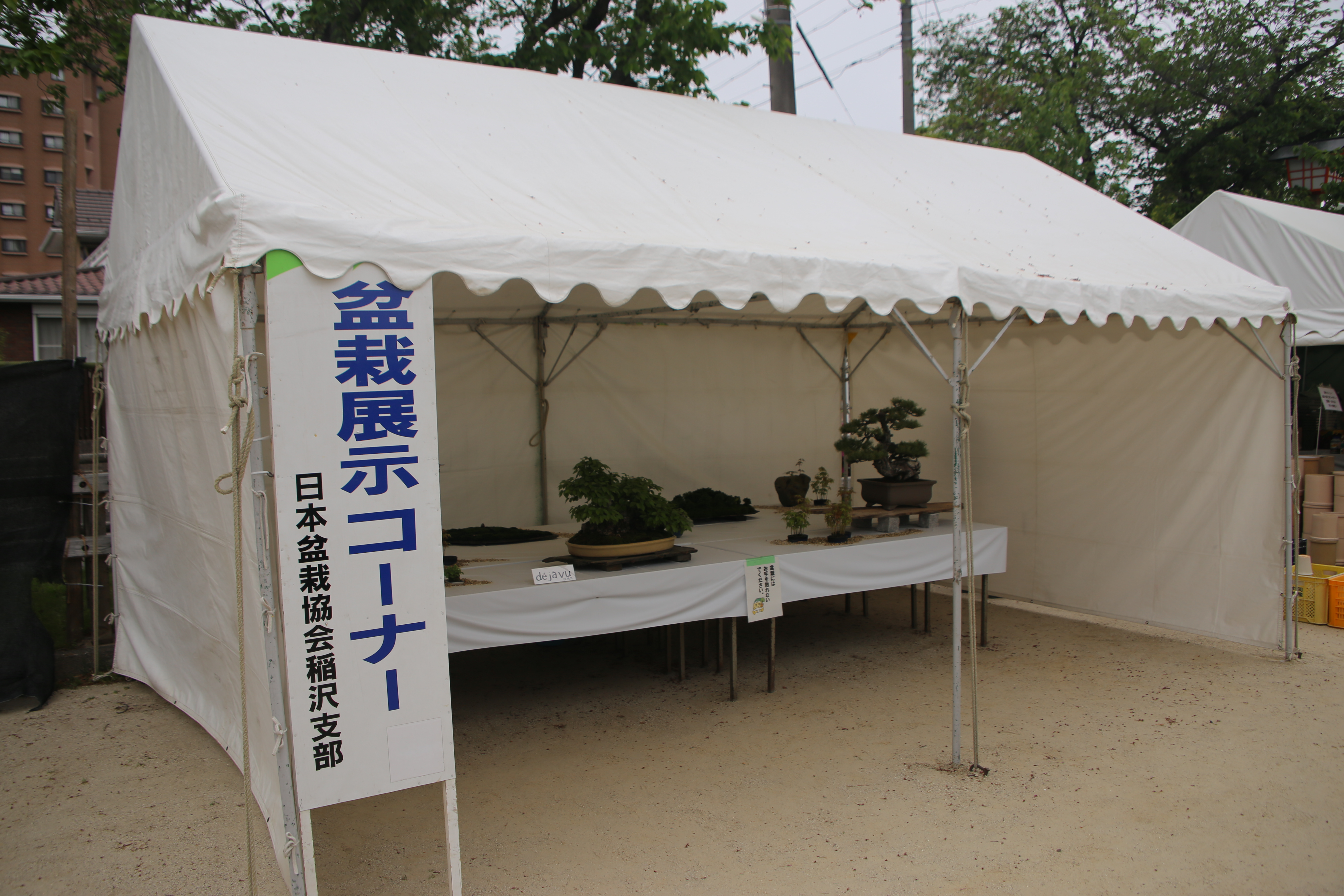
参道で開催されるいなざわ植木まつり

## 交通アクセス
- 名鉄名古屋本線 国府宮駅から徒歩で約3分。
- JR東海道本線 稲沢駅から徒歩で約15分。

## 関連図書
- 安津素彦・梅田義彦編集兼監修者『神道辞典』神社新報社、1968年、18頁
- 白井永二・土岐昌訓編集『神社辞典』東京堂出版、1979年、85-85頁